# Bigi-poku
Bigi-poku (muziek voor volwassen) is een Afro-Surinaamse muziekstijl. De stijl is dansmuziek die werd opgevoerd in de cafés, nachtclubs en bordelen in Paramaribo.
Het is een subgenre van kaseko waarbij niet wordt gezongen en geen elektrische muziekinstrumenten worden gebruikt. Het ritme is afkomstig uit de kawina. Naast verschillende trommels werden fluiten, een trompet en een tuba gebruikt. Later werden dit de trompet, kornet, banjo en ook zang, waarbij de tuba werd vervangen door een bas.
De oorsprong van bigi poku werd niet gedocumenteerd en voor het eerst beschreven in 1929 in het boek Surinam folklore van het echtpaar Jean Melville en Francis Herkovits uit Noord-Amerika. Naar schatting is het genre rond de overgang van de 19e naar de 20e eeuw ontstaan. De stijl bleef ongeveer een halve eeuw gangbaar en verdween met de opkomst van kaseko naar de achtergrond.